# Medal Imperium Brytyjskiego
Medal Imperium Brytyjskiego (ang. British Empire Medal, skr. BEM) – brytyjski medal przyznawany za godną uznania zasłużoną służbę cywilną lub wojskową.
Odznaczenie to 4 czerwca 1917 zostało ustanowione pod nazwą Medal Orderu Imperium Brytyjskiego jako część Orderu Imperium Brytyjskiego (OBE) pełniąc funkcję niższej nagrody, przyznającej odznaczonym przynależność do tego orderu, ale bez członkostwa. W 1918 dodano odmianę wojskową.
29 grudnia 1922 medal został podzielony na dwie wersje:
- Medal Wielce Wspaniałego Orderu Imperium Brytyjskiego za Dzielność (Medal of the The Most Excellent Order of the British Empire for Gallantry), zwany zwykle Medal Imperium za Dzielność (Empire Gallantry Medal – EGM)[a],
- Medal Wielce Wspaniałego Orderu Imperium Brytyjskiego za Chwalebną Służbę (Medal of the The Most Excellent Order of the British Empire for Meritorious Service), zwany zwykle Medal Imperium Brytyjskiego (British Empire Medal – BEM)[b].

W 1940 medal za dzielność został zniesiony, a odznaczeni mogli wymienić go na Krzyż Jerzego – najwyższe brytyjskie odznaczenie cywilne.
Wstążka medalu ma identyczne kolory jak wstążka Orderu Imperium Brytyjskiego – początkowo była karmazynowa (wg innych źródeł: purpurowa lub ciemnofioletowa) z czerwonym paskiem pośrodku, od 1936 jest różowa z szarymi wąskimi krawędziami i szarym wąskim paskiem pośrodku. Wstążka i baretka medalu jest nieco węższa, bo ma 32 mm, podczas gdy wstążka orderu ma 38 mm. Kobiety noszą medal na lewym ramieniu, na kokardzie utworzonej ze wstążki.
Od 14 stycznia 1958 nadania BEM (oraz OBE) za akty dzielności wyróżnia się poprzez umieszczenie na wstążce emblematu ze srebrnych liści dębowych. Tą wyjątkowo rzadko przyznawaną wersję BEM nadano jedynie trzy razy w przykładowym okresie 1958-1969.

## Odznaczeni
W latach 1917–1922 odznaczono 1987 osób. W latach 1922–1940 EGM otrzymało 130 osób, a BEM wyróżniono 858 osób. 